# Kristin Rosendal
Guri Kristin Rosendal (* 10. Oktober 1962 in Lillestrøm) ist eine norwegische Politikwissenschaftlerin und Professorin am Fridtjof Nansen Institut. Sie setzt sich mit der Bildung, Implikation von internationalen Umwelt- und Naturregimen auseinander und untersucht deren Interaktionen. Ihr Hauptaugenmerk liegt dabei auf Prozessen des Access and Benefit Sharing, Agri- und Aquakulturen und der Bioprospektion in Meeresschutzgebieten.

## Leben
Kristin Rosendal studierte von 1982 bis 1985 Politik, Soziologie und Öffentliches Recht (cand. mag.) und von 1987 bis 1989 Politik (Cand. Polit., vergleichbar mit Master) an der Universität Oslo und wurde 1999 dort promoviert. Seit 2007 ist sie Professorin und heute wissenschaftliche Leiterin des Fridtjof Nansen Institut.

## Publikationen
- The Convention on Biological Diversity and Developing Countries. 2000 (Erstveröffentlichung). Springer. ISBN 978-94-015-9421-9